# Wesendonck Lieder

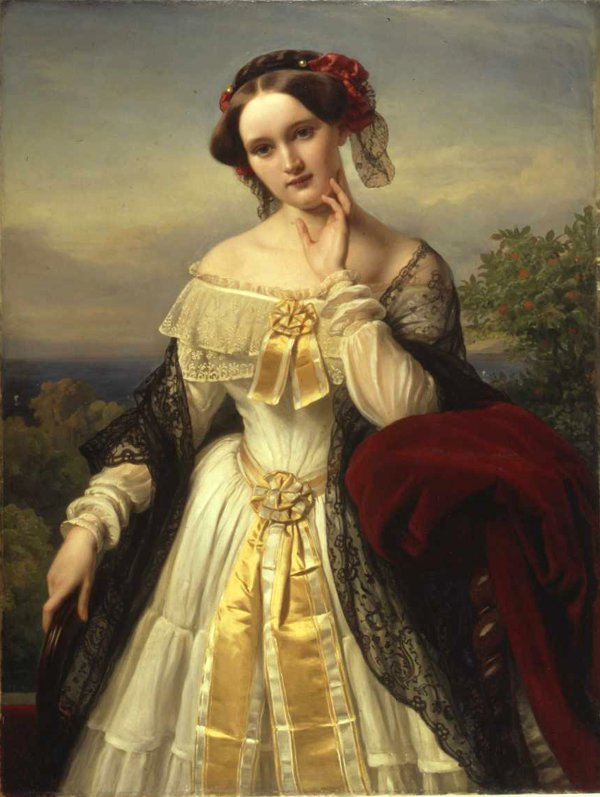
Mathilde Wesendonck, por Karl Ferdinand Sohn (1850)

As Wesendonck Lieder ("Canções Wesendonck"), de Richard Wagner, constituem um ciclo de cinco canções para voz feminina, com acompanhamento de piano (posteriormente orquestradas por Felix Mottl), inspiradas em cinco poemas de Mathilde Wesendonck, esposa do banqueiro e mecenas Otto Wesendonck.

## As cincolieder
- Der Engel ("O Anjo"), novembro de 1857
- Stehe still! ("Fique imóvel!"), fevereiro de 1858
- Im Treibhaus -  Studie zu Tristan und Isolde ("Na estufa"), maio de 1858
- Schmerzen ("Dor"), dezembro de 1857
- Träume ("Sonhos"), dezembro de 1857

Enamorado de Mathilde, Wagner usou duas das cinco lieder - Im Treibhaus e Träume - nas  cenas do segundo e do terceiro atos de seu  drama musical Tristan und Isolde. Na mesma época, ele trabalhava na composição do primeiro ato de A Valquíria.

## Discografia de referência
Entre as versões com orquestra, destacam-se as de Kirsten Flagstad, Helen Traubel, Eileen Farrell, Christa Ludwig (com Otto Klemperer), Régine Crespin, Astrid Varnay e Jessye Norman.
- May Hemmingsen (Soprano)  Marcelo Zurlo (regente)
- Elena Gerhardt, Arthur Nikisch (piano), 1911
- Johanna Gadski, WB Rogers, 1912/16
- Frida Leider, LSO John Barbirolli, 1931/28
- Lauritz Melchior, Philadelphia, Eugene Ormandy (4,5),	1935
- Tiana Lemnitz, Michael Raucheisen (piano), 1936/37
- Lotte Lehmann, Paul Ulanowsky (piano),1941
- Tiana Lemnitz, Staatskapelle, Robert Heger, 1944
- Helen Traubel, Philadelphia, Leopold Stokowski, 1940
- Helena Braun, Bayerische Rundfunk, Hans Rosbaud, 1945
- Kirsten Flagstad, Gerald Moore (piano),1948
- Kirsten Flagstad, RPO, Thomas Beecham	,1948
- Kirsten Flagstad, Oslo PO, Øivin Fjeldstad,1951
- Kirsten Flagstad, BBC Symphony, Malcolm Sargent,1953
- Kirsten Flagstad, VPO Hans Knappertsbusch ,1956
- Martha Mödl, Cologne West German Radio Symphony Orch, Joseph Keilberth, 1956
- Astrid Varnay, Bavarian Radio, Leopold Ludwig, 1956
- Régine Crespin, ONRF, Georges Prêtre, 1961
- Eileen Farrell, NYPO Leonard Bernstein, 1961
- Christa Ludwig, Philharmonia Otto Klemperer, 1962
- Ingrid Bjoner, Steen-Nokleberg (piano)
- Maureen Forrester, John Newmark (piano) 1968,
- Janet Baker, Philharmonia, Adrian Boult, 1971/76
- Jessye Norman, Irwin Gage (piano), 1973
- Jessye Norman, LSO Colin Davis, 1975
- René Kollo (tenor), Christian Thielemann, 1976
- Birgit Nilsson LSO, Sir Colin Davis, 1976
- Yvonne Minton (mezosoprano). Orquesta Sinfônica de Londres, Pierre Boulez, 1979
- Agnes Baltsa, LSO, Jeffrey Tate, 1985
- Karan Armstrong, Leipzig GWH, Kurt Masur, 1988 (filmación)
- Cheryl Studer Dresden Staatskapelle, Giuseppe Sinopoli, 1993/94
- Waltraud Meier, Orch. de Paris Daniel Barenboim,1991
- Anne Evans, BBC/Wales, Tadaaki Otaka,1994
- Eva Marton, Budapest O., John Carewe, 1999
- Marjana Lipovsek, Philadelphia, Wolfgang Sawallisch, 1995 (versão Henze)
- Julia Varady (Soprano) Viktoria Postnikova (Piano), DVD
- Julia Varády, Deutsches Symphonie-Orchester Berlin, Dietrich Fischer-Dieskau
- Christine Brewer, Roger Vignoles (piano)
- Jane Eaglen, LSO, Donald Runnicles, 2000
- Nina Stemme (soprano); Jozef de Beenhouwer (piano), 2004
- Charlotte Margiono, Limburg Symphony Orchestra Ed Spanjaard,2005
- Adrianne Pieczonka, Munich Radio Orchestra, Ulf Schirmer, 2006
- Stephanie Blythe, EOP, John Nelson (versão Henze)
- Jonas Kaufmann, Deustche Oper Berlin, Donald Runnicles, 2011